# Ханс III фон Блументал
Ханс III фон Блументал (на немски: Hans III. von Blumenthal; * ок. 1450; † 1524) е благородник от род Блументал в Маркграфство Бранденбург.
Той е син на Ханс II фон Блументал († 1486) и съпругата му Отилия фон Бредов, дъщеря на рицар и хауптман Матиас фон Бредов († сл. 1454) и Анна фон Квитцов (* ок. 1410). Внук е на Матиас II фон Блументал († сл. 1450), пфанд-господар в дворец Арнебург, и на фон Варнщедт. Потомък е на Рутгер I фон Блументал († пр. 1288), рицар, фогт в Тангермюнде (1274, 1275) и съветник в Маркграфство Бранденбург.
Фамилията фон Блументал е издигната през 1646 г. на имперски фрайхер и 1701 г. на имперски граф и итчезва по мъжка линия през 1899 г.

## Фамилия
Ханс III фон Блументал се жени за Отилия фон Крьохер, дъщеря на Щилентин фон Крьохер и фон Рор. Те имат децата:
- Хайнрих III фон Блументал († 1547); баща на;
  - Доротея фон Блументал, омъжена за Хайнрих фон Залца
- Матиас III фон Блументал († 1554), хауптнам на Фюрстенвалде, таен съветник на Курфюрство Бранденбург, женен I. за Магдалена фон Пекател (* пр. 1529; † пр. 1553); имат три сина; II. 1554 г. за Магдалена фон Лайпцигер
- Доротея фон Блументал, омъжена за Клаус фон Вутенау († 1530)